# Granite Keystone Bridge
Die Granite Keystone Bridge, auch verkürzt als Granite Bridge bezeichnet, ist eine historische Bogenbrücke in Rockport im US-Bundesstaat Massachusetts. Die im Jahr 1872 erbaute Brücke wurde im August 1981 in das National Register of Historic Places aufgenommen.

## Beschreibung
Die Granite Keystone Bridge besteht aus einem einzelnen Steinbogen. Dieser misst etwa 19,80 Meter in der Länge und 9,80 Meter in der Breite. Die Brücke wurde aus Granitsteinen der im 19. Jahrhundert in Rockport betriebenen Steinbrüche errichtet. Über die Brücke verläuft die Massachusetts Route 127, die in Rockport den Namen Granite Street trägt.

## Geschichte

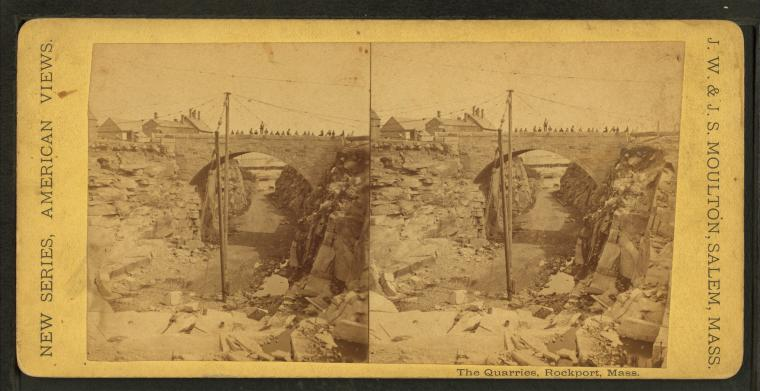
Historische Stereoskopie

Im 19. Jahrhundert war Rockport für seine Granitsteinbrüche bekannt. Zu den größten Anlagen zählte der Flat-Ledge-Steinbruch. Von diesem wurden die Granitsteine mit Ochsenkarren in den Hafen transportiert und von dort verschifft. Aufgrund des Wachstums der Steinbrüche wurden in der Mitte des 19. Jahrhunderts durch die Rockport Granite Company die Hafenanlagen erweitert. In den 1860er Jahren wurden Forderungen nach einem schnelleren Transport der Steine in die Hafenanlagen laut. Die Rockport Granite Company beschloss, unter der Granite Street einen Geländeeinschnitt anzulegen, durch den die Steine per Eisenbahnwagons transportiert werden sollten. Im Jahr 1868 begann die Aushebung des künstlichen Tals. Die alte Straße wurde im Frühjahr 1872 entfernt, und am 1. August des Jahres begann der Brückenbau unter der Leitung von Jonathan Pratt. Innerhalb von elf Wochen wurde der Bau der Granite Keystone Bridge vollendet.
Die Brücke galt bei ihrer Fertigstellung als eine der größten ihrer Art in Massachusetts. Vor allem die „anmutige, gefällige Konstruktion“ des Bauwerks wurde hervorgehoben. Der Cape Ann Advertiser schrieb nach der Eröffnung der Brücke:

“It will stand unharmed by the ravages of time and centuries hence, when the enterprising traveler shall explore the ruins along this coast, he will pause and wonder at this symmetrical structure, and when it was built, and what unknown race constructed it.”

„Es [die Brücke] wird von jetzt an die Verwüstungen der kommenden Jahrhunderte unbeschadet überstehen, und wenn einmal ein kühner Reisender die Ruinen entlang dieser Küste erforscht, wird er hier verweilen, diese symmetrische Struktur bewundern und sich fragen, wann und von welcher unbekannten Rasse dieses Bauwerk errichtet wurde.“

Die Rockport Granite Company benutzte die Eisenbahngleise unter der Brücke bis zu ihrer Auflösung in den 1930er Jahren. Danach wurden die Gleisanlagen demontiert, heute führt ein Feldweg unter der Granite Keystone Bridge hindurch.